# Musculus rhomboideus major
De musculus rhomboideus major of grote ruitvormige spier  is een spier aan de rugzijde die loopt van de doornuitsteeksels van de eerste tot de vierde borstwervel, naar de mediale zijde van het schouderblad. De spier ligt onder, en is vaak vergroeid met de kleinere musculus rhomboides minor. De spier ligt dieper dan de musculus trapezius. Zijn functie is het fixeren van het schouderblad op de borstkas, en hij kan het schouderblad richting de wervelkolom bewegen. De vorm van de spier is, zoals het woord rhomboides al aangeeft, ruitvormig.